# Skarv
Skarven eller ålekragen (latin: Phalacrocorax carbo) er en fugl, der lever i alle verdensdele undtagen Sydamerika og Antarktis. I Danmark, hvor den har været del af faunaen i omkring 7000 år, er den en almindelig ynglefugl og vintergæst nordfra. Den lever især af fisk som ål, ålekvabbe, torsk og sild.

## Udseende
Skarven er 77-94 cm lang med et vingefang på 121-149 cm lang. Dens levealder er 15-20 år. De voksne fugle har helt sort fjerdragt, hvor der dog i yngletiden ses en hvid lårplet og et hvidt parti omkring ansigtet. De unge fugle har lys bug.
Der findes to underarter i Danmark, der er svære at skelne fra hinanden: mellemskarven (Phalacrocorax carbo sinensis) som ynglefugl og storskarven (Phalacrocorax carbo carbo) som trækgæst.

## Bestand i Danmark
Omkring 1870'erne blev skarven udryddet som dansk ynglefugl, blandt andet fordi fiskerne betragtede den som en konkurrent. Men i 1938 begyndte skarven at yngle i en koloni på Langeland, hvorfra den atter forsvandt i 1946. Fra 1949 til 1956 ynglede der op til 300 par ved Ålholm på Lolland, og på Vorsø i Horsens Fjord har der siden 1944 været en koloni på op til 500 par. Efter at være blevet fredet i 1980, er den nu almindelig igen i hele landet, blandt andet er der store kolonier ved Brændegård Sø på Sydfyn og på Ormø ved Sydsjælland. Den ynglende bestand lå i perioden fra begyndelsen af 1990'erne til år 2000 stabilt på 36.000 til 41.000 par. Siden da har den været i tilbagegang, og i 2013 bogførte DOF blot ca. 24.500 ynglende par.  Desuden er skarven almindelig på træk og som vintergæst.

## Skarvbestandens udvikling fra 1800-tallet til nu
Der er for få eller ingen kildehenvisninger i dette afsnit, hvilket er et problem. Du kan hjælpe ved at angive troværdige kilder til de påstande, som fremføres.

Ifølge gamle beretninger var det tyske soldater, der udryddede de sidste skarver på Vorsø i 1864, mens en anden beretning rapporterede om, at de sidste yngleforsøg fandt sted i 1876 i Roskilde Fjord.
Skarven genindvandrede i 1938, hvor en koloni opstod i Tranekær på Langeland og voksede til omtrent 400 reder indtil den blev bekæmpet i 1946. I 1944, lige inden skarven blev udryddet i Tranekær, havde den spredt sig til Lovnkær (Mariager Fjord), Arnkil (Als) og tilbage til Vorsø. Skarven forsvandt de to første steder, men kolonien på Vorsø endte med at blive permanent og talte ved en optælling i 1994 i alt 4.318 reder. Befolkningen var generelt utilfredse med at dele fisk med skarven, og det gjaldt også andre delvist akvatiske dyr som for eksempel sæler, oddere og lappedykkere.
Skarven blev fortsat fordrevet, og det resulterede i at mange skarver gav op, når en koloni var dannet, og dette gjaldt ikke kun Danmark, men i det meste af Europa. I Danmark og resten af Europa skete der en omvæltning imod slutningen af 1960'erne. Et nyt natursyn gjorde, at man måtte agere, og det resulterede i, at Naturfredningsrådet i Danmark lavede et forbud mod at skyde skarven på Vorsø. Dette fik ynglebestanden til at vokse fra 250 par i 1970 til 950 par i 1980, hvor hele to nye kolonier opstod i begyndelsen af 1970’erne. Skarvbestanden blev nu fredet over hele landet i 1980, hvad der resulterede i at skarvbestanden bestod af 3.000 reder i 1981.
Skarvbestanden er steget betydeligt siden 1980, og i 1993 ynglede der omkring 36.000 skarvpar, hvor den siden er svinget meget mellem 36.500 til 42.500 reder. I 2022 blev den danske ynglebestand af skarv opgjort til 30.266 par. Væksten i skarvbestanden er et resultat af fredningen.

### Problemet med skarven
Tilpasningen til de akvatiske miljøer er nu igen blevet skarvens store problem. Som nævnt tidligere forsvandt skarven fra Danmark i midten af 1870’erne, da den blev anset som et skadedyr på grund af dens intensive jagt af fisk i fiskernes bundgarn. Både voksne og ungfugle blev skudt, og det var først i 1938, at skarven blev etableret i de danske farvande igen. På grund af genetableringen af fuglen er den igen blevet et problem for fiskerierhvervet.
Der er tegn på, at skarven er ansvarlig for drastiske fald i bestanden af fisk i en del danske åer. Skarven ser ud til at have reduceret bestandene af især stalling, bækørred og den truede snæbel drastisk i perioden 2010 til 2019.

## Ynglebiologi
Skarven er yngledygtig i en alder af 3-4 år. I Danmark bygger den en stor, flad rede af grene og kviste højt til vejrs i løvtræer, tit er der mange reder i et træ. I maj lægger skarven 3-4 aflange æg med et ydre kalkagtigt lag, som delvis skjuler den underliggende blå skal. Rugningen varer knapt fire uger og begynder så snart første æg er lagt. Derfor klækker æggene med nogle dages mellemrum. Ungerne fodres i reden af begge forældrefugle i 7 uger, og fodres endnu i en måneds tid efter de har forladt reden. Efter nogle år dør redetræerne på grund af skarvens ekskrementer.

## Føde
Den lever mest af ål, ålekvabbe, torsk, sild, ising og ulk med en størrelse over 15 centimeter, som fanges ved dykning. Ved Vadehavet kan den ses jage ål, ålekvabber og sild når det er højvande. Skarven svømmedykker, når den jager. Dens fjerdragt er gennemtrængelig for vand, hvilket hjælper ved at mindske opdriften i vandet. Til gengæld må den bagefter tørre vingerne ved at sidde på f.eks. en pæl med udbredte vinger.

## Billeder
- Skarv
- Storskarvskranium.
- Museumseksemplar
- Skarv (t.v.), silkehejre og knarand (t.h.) ved Taudahasøen i Nepal